# Кучукбай батыр
Кучукбай (баш. Көсөкбай; ? — 1755) — батыр, один из предводителей башкирского восстания 1755—1756 годов.

## Биография
Кучукбай происходил из башкир Бушман-Кипчакская волости Ногайской дороги.
Стал известен как один из предводителей башкирского восстания 1755—1756 годов. В начале августа 1755 года вспыхнуло восстание в Бурзянской волости Ногайской дороги. К бурзянцам присоединились башкиры Бушман-Кипчакской, Катайской, Тамьянской, Тангаурской и Усерганской волостей Ногайской дороги. В августе 1755 года Кучукбай батыр организовал отряд повстанцев, которые разоряли и уничтожали строящиеся и действующие заводы и крепости, построенные на вотчинных землях башкир, а также нападали на правительственные команды. Восставшие башкиры захватили Вознесенский медеплавильный завод, разрушили Ташлинский рудник, отряд повстанцев под предводительством Кучкбая разорил Преображенский завод и сожгли Покровский завод.
18 августа 1755 года около Зилаирской крепости восставшие под его руководством одержали победу в сражении с правительственной командой Шкапского, в ходе которого Кучукбай батыр погиб.